# Gary Kikaya
Gary Kikaya, född den 4 februari 1980 i Lubumbashi, är en friidrottare från Kongo-Kinshasa, som tävlar i kortdistanslöpning.
Kikayas genombrott kom när han blev bronsmedaljör vid inomhus-VM 2004 på 400 meter. Han deltog även vid Olympiska sommarspelen 2004 där han blev utslagen i semifinalen. Samma öde gick han till mötes vid VM 2005. Vid Afrikanska mästerskapen i friidrott 2006 vann han guld på 400 meter på tiden 45,03. Han blev även tvåa vid IAAF World Athletics Final 2006 denna gång på tiden 44,10.
Vid VM 2007 och vid Olympiska sommarspelen 2008 blev han utslagen i semifinalen på 400 meter.

## Personliga rekord
- 400 meter - 44,10